# Gianni Parisi
Gianni Parisi (San Giorgio a Cremano, 7 novembre 1957) è un attore italiano.

## Biografia
Originario di San Giorgio a Cremano, debutta giovanissimo in teatro: dal 1975 al 1979 fa parte del gruppo teatrale del Centro Teatro Spazio di San Giorgio a Cremano, (prima formazione di teatro cabaret con Massimo Troisi e Lello Arena). Amico di Gianmarco Tognazzi e Jerry Calà, dal 1979 al 1981 recita nelle sceneggiate con la compagnia di Mario Merola e dal 1981 al 1989 prende parte a tutte le produzioni della compagnia stabile napoletana del Teatro Sannazaro, con Nino Taranto, Carlo Taranto, Luisa Conte, Pietro De Vico, Enzo Cannavale e Giacomo Rizzo, con le regie di Giuseppe Di Martino, Gennaro Magliulo, Romolo Siena e Armando Pugliese.
Nel 2018 entra nel cast della quarta stagione di Gomorra - La serie, nel ruolo del boss don Gerlando Levante.

## Teatro
- Aida di A. Petito, regia di Armando Pugliese, compagnia Aldo Giuffré (1989)
- L'ultimo scugnizzo, regia di Ugo Gregoretti; Fatto di cronaca, regia di Maurizio Scaparro; Guappo di cartone, regia di Armando Pugliese, compagnia Gli Ipocriti – trilogia di Raffaele Raffaele Viviani (1990)
- Le bugie con le gambe lunghe di Eduardo De Filippo, regia di Giancarlo Sepe, compagnia Aroldo Tieri e Giuliana Lojodice (1991-1992)
- Il discepolo del diavolo di George Bernard Shaw, regia di Luca De Fusco, compagnia Gli Ipocriti, Festival delle Ville Vesuviane (1992)
- Na santarella di Eduardo Scarpetta, regia di Giuseppe Di Martino (1992)
- La figliata di Raffaele Viviani, regia di Gennaro Magliulo (1993-1994)
- Miseria e nobiltà, regia di Giuseppe Di Martino (1994-1995)
- Napoli 1944, regia di Bruno Garofalo – musical (1995)
- Un simpatico dirimpettaio, scritto e diretta da Eduardo Tartaglia (1999)
- Morte di carnevale, regia di Leopoldo Mastelloni (2003-2004)
- Comico napoletano, compagnia Teatro Cilea di Napoli (2004-2005)
- C'eravamo tanto amati, compagnia Teatro Cilea di Napoli (2005)
- Cantata dei Pastori, regia di Gianni Parisi (2005)
- I compromessi sposi di e con Carlo Buccirosso, regia di Carlo Buccirosso (2006)
- Vogliamoci tanto bene di e con Carlo Buccirosso (2006-2007)
- Ischia, produzione “La Komiko Production” – spettacolo (2007)
- Napoletani a Broadway di e con Carlo Buccirosso (2008-2009)
- Il miracolo di Don Ciccillo di e con Carlo Buccirosso (2010-2011)
- Finché morte non vi separi di e con Carlo Buccirosso (2012-2013)
- Questo bimbo a chi lo do?, regia di Eduardo Tartaglia, compagnia Eduardo Tartaglia (2013-2014)
- Stelle a metà, scritto e diretto da Alessandro Siani (2014-2015)
- Il principe abusivo, tratto dall'omonimo film di Alessandro Siani (2015-2016)
- La festa di Piedigrotta di Raffaele Viviani, regia di Lara Sansone (2017-2018)
- I casi sono due di Armando Curcio (2017-2018)
- Una notte con Dora, regia di Gianni Parisi (2017-2018)
- Sinfonie in Sal maggiore, regia di Marco Carniti (2017-2018)

## Filmografia

### Cinema
- Maccheroni, regia di Ettore Scola  (1985)
- Non lo sappiamo ancora, regia di Stefano Bambini (1999)
- Malefemmene, regia di Fabio Conversi (2001)
- Il mare non c'è paragone, regia di Eduardo Tartaglia (2002)
- Febbre da cavallo - La mandrakata, regia di Carlo Vanzina (2002)
- Sulla mia pelle, regia di Valerio Jalongo (2005)
- Certi bambini, regia di Andrea e Antonio Frazzi (2004)
- Il ritorno del Monnezza, regia di Carlo Vanzina (2005)
- K. Il bandito, regia di Martin Donovan (2007)
- Ci sta un francese, un inglese e un napoletano, regia di Eduardo Tartaglia (2007)
- La seconda volta non si scorda mai, regia di Alessandro Siani  (2008)
- Amore 14, regia di Federico Moccia  (2009)
- Il principe abusivo, regia di Alessandro Siani (2013)
- L'oro di Scampia, regia di Marco Pontecorvo (2013)
- Vita, cuore, battito, regia di Sergio Colabona (2016)
- Troppo napoletano, regia di Gianluca Ansanelli (2016)
- Mister Felicità, regia di Alessandro Siani (2017)
- Passpartù - Operazione Doppiozero, regia di Lucio Bastolla (2019)
- Sono solo fantasmi, regia di Christian De Sica e Brando De Sica (2019)
- Mai per sempre, regia di Fabio Massa (2020)
- 365 giorni, regia di Barbara Białowąs e Tomasz Mandes (2020)
- Lui è mio padre, regia di Roberto Gasparro (2020)
- Stessi battiti, regia di Roberto Gasparro (2022)
- Falla girare, regia di Giampaolo Morelli (2022)

### Televisione
- C'era una volta il Re, regia di Pino Leone
- Un posto al sole
- Un medico in famiglia
- Anni '50, regia di Carlo Vanzina (1998)
- Anni '60, regia di Carlo Vanzina (1999)
- La squadra
- Compagni di scuola
- Un ciclone in famiglia – serie TV (2005-2006-2007)
- Fatti santo, regia di Fernando Muraca
- Un posto tranquillo 2 – serie TV (2005)
- Distretto di Polizia – serie TV, episodio 5x23 (2005)
- Domani è un'altra truffa, regia di Pier Francesco Pingitore – film TV (2006)
- L'onore e il rispetto – serie TV (2006)
- Il coraggio di Angela, regia di Luciano Manuzzi – miniserie TV (2008)
- La nuova squadra – serie TV
- Fratelli Benvenuti – serie TV (2010)
- R.I.S. Roma - Delitti imperfetti – serie TV, episodio 2x09
- Il tredicesimo apostolo – serie TV (2012)
- Il clan dei camorristi, regia di Alessandro Angelini e Alexis Sweet – miniserie TV (2013)
- Don Matteo – serie TV (2014)
- Il sindaco pescatore, regia di Maurizio Zaccaro – film TV (2016)
- Una pallottola nel cuore – serie TV (2016)
- I bastardi di Pizzofalcone – serie TV, episodio 2x03 (2018)
- Gomorra - La serie – serie TV, 9 episodi (2019)
- Imma Tataranni - Sostituto procuratore – serie TV, episodio 1x01 (2019)
- Diavoli (Devils) – serie TV, episodi 1x07-1x08 (2020)
- Gli orologi del diavolo, regia di Alessandro Angelini – miniserie TV, 4 episodi (2020)
- Il cacciatore – serie TV, 4 episodi
- Resta con me – serie TV (2023)
- Com'è umano lui!, regia di Luca Manfredi – film TV (2024)